# 彭內峰

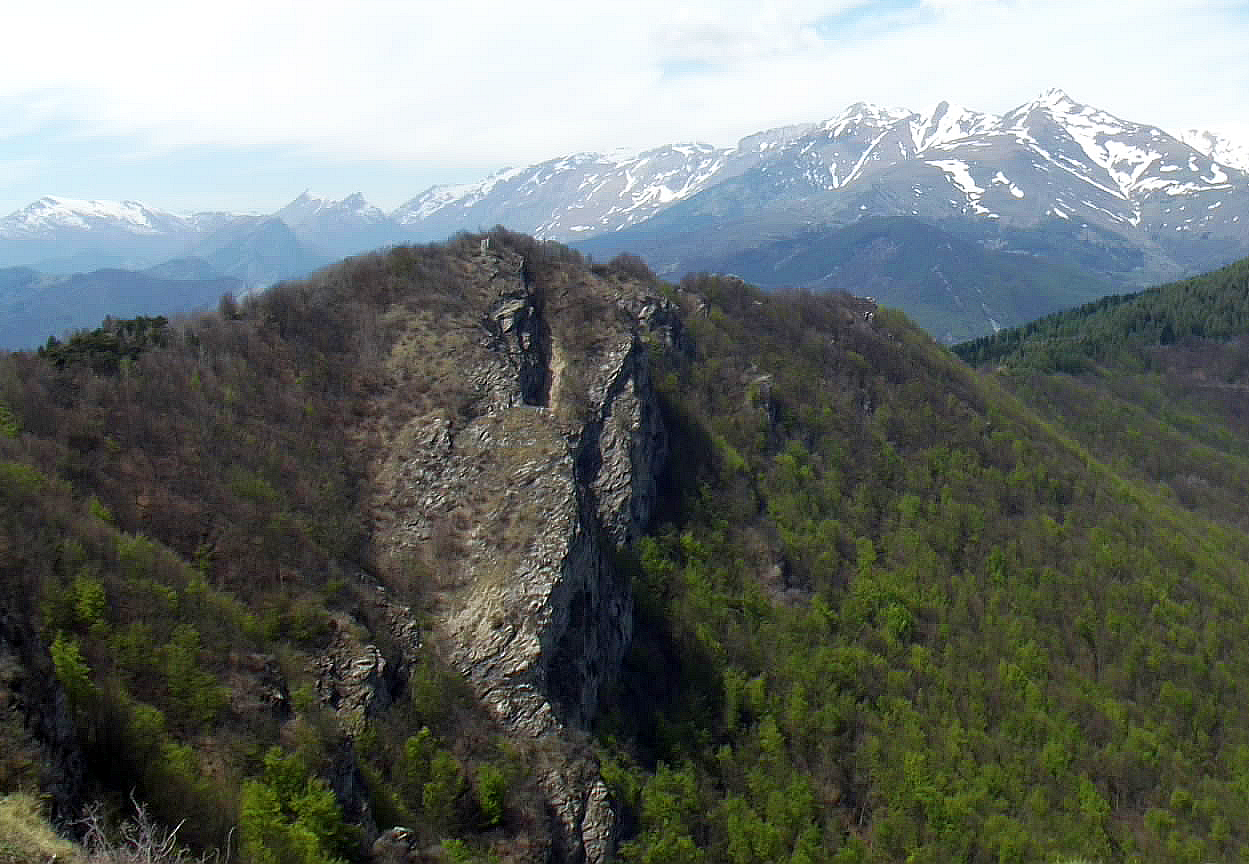

44°06′18.8″N 07°55′56.1″E / 44.105222°N 7.932250°E
彭內峰（義大利語：Rocca delle Penne），是意大利的山峰，位於該國西北部，由利古里亞大區和皮埃蒙特大區負責管轄，屬於利古里亞阿爾卑斯山脈的一部分，海拔高度1,501米。